# Down with It!
Down with It! è un album di Blue Mitchell, doppia pubblicazione della Blue Note Records la prima a fine del 1965, la seconda nel giugno del 1966 (la data di pubblicazione è confermata anche dalle note di retro copertina del CD). Il disco fu registrato il 14 luglio 1965 al Rudy Van Gelder Studio di Englewood Cliffs, New Jersey (Stati Uniti).

## Tracce
Lato A
1. Hi-Heel Sneakers – 8:21 (Robert Higginbotham)
2. Perception – 5:39 (Blue Mitchell, Chick Corea)
3. Alone, Alone and Alone – 7:43 (Terumasa Hino)

Lato B
1. March on Selma – 6:14 (Blue Mitchell)
2. One Shirt – 7:27 (William Boone)
3. Samba de Stacy – 6:00 (William Boone)

## Musicisti
- Blue Mitchell - tromba
- Junior Cook - sassofono tenore
- Chick Corea - pianoforte
- Gene Taylor - contrabbasso
- Al Foster - batteria